# Agapetus iridipennis
Agapetus iridipennis là một loài Trichoptera trong họ Glossosomatidae. Chúng phân bố ở miền Cổ bắc.